# Liste der Wappen im Bezirk Urfahr-Umgebung
Die Liste der Wappen im Bezirk Urfahr-Umgebung zeigt die Wappen der Gemeinden im oberösterreichischen Bezirk Urfahr-Umgebung.

## Wappen der Städte, Marktgemeinden und Gemeinden

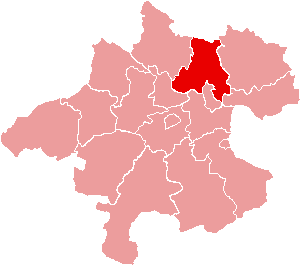
Lage des Bezirks Urfahr-Umgebung in Oberösterreich
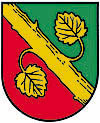
Alberndorf in der Riedmark
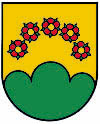
Altenberg bei Linz
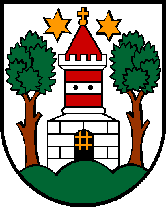
Bad Leonfelden
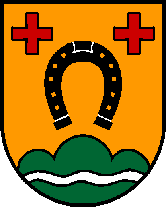
Eidenberg
Engerwitzdorf
Feldkirchen an der Donau
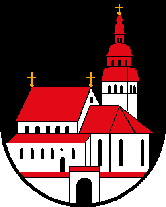
Gallneukirchen
Goldwörth
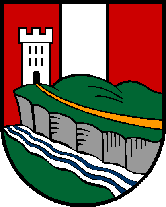
Gramastetten
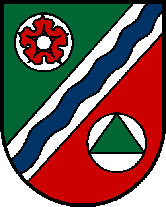
Haibach im Mühlkreis
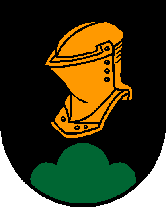
Hellmonsödt
Herzogsdorf
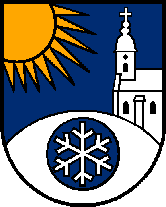
Kirchschlag bei Linz
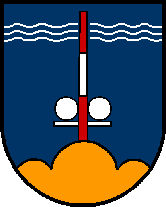
Lichtenberg
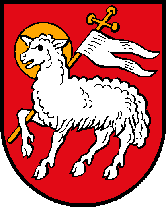
Oberneukirchen
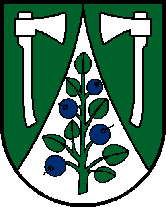
Ottenschlag im Mühlkreis
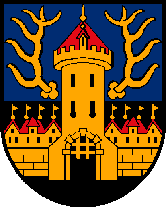
Ottensheim
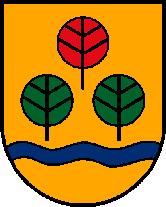
Puchenau
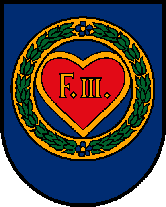
Reichenau im Mühlkreis
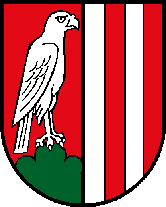
Reichenthal
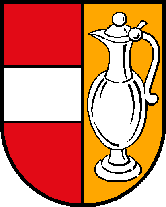
Schenkenfelden
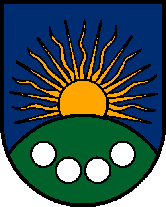
Sonnberg im Mühlkreis
Sankt Gotthard im Mühlkreis
Steyregg
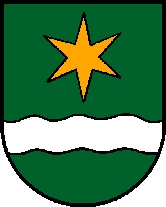
Vorderweißenbach
Walding
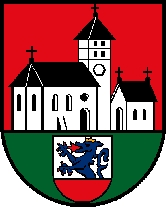
Zwettl an der Rodl